# 魂魄妖夢
魂魄 妖夢（こんぱく ようむ）は、同人サークルの上海アリス幻樂団によって制作された作品群「東方Project」に登場する架空の人物である。『東方妖々夢 〜 Perfect Cherry Blossom.』の5面ボスキャラクターとして初登場して以来、複数の東方Project作品に自機として登場した。2本の刀「楼観剣（ろうかんけん）」「白楼剣（はくろうけん）」を持つ、二刀流の剣士である。

## 人物
人間と幽霊のハーフの家系である魂魄家の人物で、人間の姿に大きめの幽霊が付いている。冥界の白玉楼にて庭師と剣術指南役を担う。
幼さゆえストレートで判りやすく、憎めない。ただ、幻想郷には一癖も二癖もある者ばかりなので、からかわれることが多い。天然ボケの人物でもある。『妖々夢』のエキストラストーリーでは、ひょんなをみょんなと言い、主人である西行寺幽々子から都合の悪いことを言われたときもみょんと言い、とぼけていた。『神霊廟』では少々平和ボケしているとも書いている。

### 容姿
銀色、または白色の髪をボブカットにし、黒いカチューシャに黒いリボンを付けている。
目の色については、『妖々夢』では赤っぽい色の目をしているが、それ以降は青っぽい色や灰色をしている。但し、『永夜抄』のエンディングにおいて、狂気の目になったときは目が赤かった。また、人間に比べて体温が低いため、肌は白い。
服装は、白いシャツに、左胸に霊魂の模様があしらわれた青緑色のベストを着用している。胸元には黒い蝶ネクタイを付け、脚には白い靴下に黒い靴か草履を履いている。スカートにはベストの左胸のような霊魂をあしらった柄が描かれている。

### 生業
多くの場合庭師として白玉楼の幅200由旬にも及ぶ広大な庭の手入れを楼観剣と白楼剣を使い、一人でしている。お給金も休みも貰ったことがない。ただし、料理などは他の幽霊がやっている。

## 能力
剣術を扱う程度の能力である。楼観剣と白楼剣を扱う二刀流で、これらの刀を使い、敵と戦う。
楼観剣は常人には長すぎて扱えない。白楼剣は魂魄家の家宝で、魂魄家の者にしか扱えない。

## スペルカード

### 東方妖々夢
- 幽鬼剣「妖童餓鬼の断食」
- 幽鬼剣「餓鬼道草紙」
- 餓王剣「餓鬼十王の報い」
- 獄炎剣「二百由句の一閃」
- 獄炎剣「業風閃影陣」

- 獄神剣「業風神閃斬」
- 畜趣剣「無為無策の冥罰」
- 修羅剣「現世妄執」
- 人界剣「悟入幻想」
- 人世剣「大悟顕晦」
- 人神剣「俗諦常住」
- 天上剣「天人の五衰」
- 天界剣「七魄忌諱」
- 天神剣「三魂七魄」
- 六道剣「一念無量劫」

### 東方萃夢想
- 人符「現世斬」
- 断命剣「冥想斬」
- 魂符「幽明の苦輪」
- 人鬼「未来永劫斬」
- 断迷剣「迷津慈航斬」
- 魂魄「幽明求聞持聡明の法」

ストーリーモード
- 符の壱「二重の苦輪」
- 符の弐「心眼迷想斬」
- 符の参「業風神閃斬」
- 奥義「西行春風斬」

### 東方永夜抄
- 人符「現世斬」
- 人鬼「未来永劫斬」

ラストワード
- 「待宵反射衛星斬」

### 東方花映塚
- 迷符「纏縛剣」
- 迷符「半身大悟」

### 東方文花帖
- 人智剣「天女返し」
- 妄執剣「修羅の血」
- 天星剣「涅槃寂静の如し」
- 四生剣「衆生無性の響き」

### 東方緋想天
- 人符「現世斬」
- 断命剣「冥想斬」
- 魂符「幽明の苦輪」
- 人鬼「未来永劫斬」
- 断迷剣「迷津慈航斬」
- 魂魄「幽明求聞持聡明の法」
- 剣伎「桜花閃々」
- 断霊剣「成仏得脱斬」

ストーリーモード
- 人智剣「天女返し」
- 桜花剣「閃々散華」
- 断想剣「草木成仏斬」
- 瞑斬「楼観から弾をも断つ心の眼」

### 東方非想天則
- 空観剣「六根清浄斬」
- 転生剣「円心流転斬」

### 東方神霊廟
- 空観剣「六根清浄斬」

## ゲームにおける性能
東方Projectの弾幕系シューティングゲームでは多くの場合以下のような性能を持つ。
- 放った弾幕はホーミングしない。
- ボムに関しては霧雨魔理沙に次ぐ強力さを持つ。
- 『神霊廟』以降は低速移動をすると攻撃できなくなるが、一定時間が経過した後、低速移動をやめると貫通・高威力の斬撃を放つことができる。

## 評価・反響
コミケPlus編集部がコミックマーケット89の会場などで実施した人気キャラクターランキングにて、22票で3位を獲得した。コミックマーケット100に際して行われた、好きなキャラクター3名に投票可能な人気投票では、4位となった。ファンからは「みょん」の愛称で呼ばれている。

## 関連する人物
西行寺 幽々子
仕えている主人。妖夢は幽々子のすることに巻き込まれて振り回される。

### 魂魄妖忌
祖父に当たる人物。妖夢の剣術の師匠。

## テーマ曲
- 東方妖々夢　〜 Ancient Temple

（妖々夢、萃夢想、花映塚）作曲：ZUN&上海アリス幻樂団
- 広有射怪鳥事　〜 Till When?[注 1]

（妖々夢、萃夢想、緋想天）作曲：ZUN&上海アリス幻樂団

## 声優
広橋涼
- ゲーム『紅魔城伝説II 妖幻の鎮魂歌』

悠木碧
- OVA『夢想夏郷〜A Summer Day's Dream〜』
- ゲーム『東方アルカディアレコード』

南央美
- ゲーム『みらくる超パーティー -早苗と天子の幻想迷宮-』
- ゲーム『不思議の幻想郷 -FORESIGHT-』

高田憂希
- ボイスドラマ『魂魄妖夢のナイショのおとまり』
- ボイスドラマ『絶対恋愛少女～魂魄妖夢と恋人になる程度の日々～』

和氣あず未
- ゲーム『東方キャノンボール』

山村響
- ゲーム『東方スペルバブル』
- ゲーム『東方電幻景』

石原夏織
- ゲーム『東方LostWord』

白城なお
- ゲーム『東方LostWord』

引坂理絵
- ゲーム『東方LostWord』

久保田梨沙
- ゲーム『東方LostWord』

前田玲奈
- ゲーム『東方LostWord』

寺澤百花
- ゲーム『東方LostWord』

三澤紗千香
- ゲーム『東方ダンマクカグラ』

大西沙織
- ゲーム『東方幻想エクリプス』
- ゲーム『ゴシックは魔法乙女〜さっさと契約しなさい!〜』

富田美憂
- ゲーム『東方スペルカーニバル』